# عبدالعزیز سرخسی
عبد العزیز بن محمد سرخسی، از مشاهیر سرخسی است. ابن ندیم منصف کتاب الفهرست از عبدالعزیز سرخسی یاد می‌کند و در وصف وی می‌گوید: کنیه اش ابوطالب بوده و در مسجد ترجمانیه مجلسی داشته‌است.
کتاب النحو الکبیر که بسیار نایاب است از تالیفات عبدالعزیز است.